# 分布 (生物)
分布（ぶんぷ、英語: distribution）は、さまざまな事物において、それが存在する場所の広がりを指す言葉である。対象は、それが場所（現実の位置だけでなく抽象的なものも含む）となんらかの繋がりのあるものであれば何でもよく、例えば生物学では各種生物、生物群集の分布あるいは生物体上の細かな器官の分布、生物学以外でも地球科学ではある地層や断層、火山の分布や雲の分布などが論じられる。
この項では生物種などの分類群の分布について説明する。これがなぜ特別なのかと言えば、それがその分類群自体の歴史と深い関係があったり、環境とのかかわりがあったりと研究対象とされるからである。生物の分布に関する研究分野を生物地理学と言う。生物の分布には地理分布と生態分布があり、単に分布といえば前者を指す場合が多い。この項でも主としてこれを扱う。

## 生物の分布
生物の種にとっては、その分布は重要な特徴のひとつと考えられる。それぞれの種の分布は、その生物の生理的、生態的な性質に依存するとともに、その種の歴史にも直結するものと考えられる。ある種の生物がある地に生息する場合、その種の生物がその地に分布すると言う。その種の分布する範囲を分布域と言うが、その意味で分布という場合もある。亜種や変種など、種以下のレベルの群に関しても、分布は重要な特徴である。より高次の分類群の場合も分布が重要な問題として取り上げられることもある。これらは、いずれにせよ生物が歴史的存在であり、種分化や変異、絶滅などの歴史を引きずっているからである。ただしより高次な群ほどその分化が古いことになるから、分布は地史に縛られにくくなるであろう。

### 分布の判断
ある生物が有る場所で発見された場合、それを以てその生物がその地に分布している、あるいはその地がその生物の分布域であると言うことは可能である。しかし、その地で発見されることとその地で生活を全うしていることは同じではない。普通は後者の場合をさして分布と言う。しかし実際にそのどちらであるかの判断は簡単ではない。
情報があまり豊かでない生物群の場合、そのような判断は難しいため、発見を以て分布と言わざるを得ない。それに対して、多くの研究者やマニアがいる分野、例えばチョウや鳥の場合、発見されたものが偶然にそこにいたことが判断できることが多い。それは例えばこれまでの採集記録や、発見された種の本来の分布域が知られていることによる。たとえば蝶類であれば、それ以外の地域に生息しているものが希にやってきて短期間のみ採集される例があり、これを迷蝶という。

### 分布の重なり
ある地域を中心に見て、そこに分布する生物の全体を指して生物相、あるいは分類群で分けて動物相、植物相などという。この場合、同一地域に生息する生物すべてをまとめるのであるが、個々に見た場合、その地域を北限とするものや南限とするものが含まれ、その意味合いは同じではない。全体として捉える場合、どのような分布域を持つ種がそこに含まれるか、例えば固有種が多いか、より南に分布域を持つものが多いか、と言ったことをまとめてその地域の生物相の特徴と見なす。

## 地理分布と生態分布
種の分布を考える場合、まず大きく二つの面に分けられる。一つは地理的な広がりの面から把握するものである。これを地理分布と言い、説明する場合には地理的な固有名詞を使う。例えばタヌキの分布は北海道・本州・四国・九州とその周辺の小島を含む範囲の島嶼である。南西諸島や中国には生息しない、つまり分布していない。これを行政区分名を用いて日本（琉球列島などを除く）に分布すると言ってもよい。単に分布といえば地理分布の意味で使われることが多い。この項も主としてこれを扱っている。
もう一つは同一地域であっても細かな環境条件によって生息するかしないかが区別できる場合に、その生息する環境だけを分布域として見なすやりかたである。これを生態分布と言う。例えば渓流植物のように渓流とその周辺の狭い範囲だけに見られる生物の場合にははっきりと規定することができる。そうでない場合にも、各地点で実際に生息するかどうかを区別して行けば、実際に生息している範囲を確認できるから、これを生態分布ということもある。もっとも、実際にこれを行うのは困難な場合もあれば、大型動物のように大きく移動するものでは範囲を決めるのが難しい例もある。なお、生態分布の範囲内で、そこに含まれる個体の分布の状態のことを分布様式と言う。

## 水平分布と垂直分布
生物の分布域を地図上に示した場合の広がりを水平分布と言う。これに対して地上では標高、水中では水深と分布とのかかわりを考えた場合、これを垂直分布と言う。この二つは、巨視的にはそれぞれの方向に気候が変化することが分布の違いに結び付く。具体的には、陸上では水平には極側、垂直には標高の高い側でより寒冷になるから、気候に結び付いてはっきりした帯状分布がある。特に植物群落の種と結び付いて論じられることが多い。
水中でも垂直方向の分布の違いは明確である。たとえば海中での深度も生物群集の型を大きく分ける。水中で水深と関連させた分布のことは深度分布ということも多い。ただし水中の場合、深さの影響は陸上の場合より複雑で、水圧、水温、酸素濃度、物質生産などさまざまな要素がからんでくる。酸素の供給において水面が重要なこと、物質生産に関しては光が水深に応じて極めて大きく減衰することなどの影響が大きい。
また、垂直分布という語は、より細かい部分での垂直方向の分布パターンについて使われることもある（土壌の深さと土壌動物の分布など）。

## 分布域は何で決まるか
分布を決める要因は様々であるが、普遍的な要素としてよく取り上げられるのは温度である。特にその種の耐寒性の強さは分布の高緯度側の限界（あるいは垂直分布の上限）を決める重要な要素であると見なされる。そのため、水平分布においては北限や南限はその種の重要な特徴と考えられる。どの温度が問題になるかも場合によってさまざまである。耐寒性が問われる場合には最低温度が問題になることがあり、例えば凍結や霜があるかどうかが問題となることもある。また、植物が生育できる量を計るものとして、温量指数が使われる。
この温度を含め、塩分濃度、水圧、降水量など、環境を構成する物理化学的な条件は、生物の生理的能力に直接に結び付くものである。それぞれの生物は自分の能力内でしか生存できないから、物理化学的条件はその生物の潜在的な分布域の最大限を示すものである。
ただし、これらはさまざまな要因で変化することがある。例えば、暖地の植物は耐寒性に欠ける例が多いから、冬の寒さによってその分布が決まる。地球上では気温はほぼ緯度によって決まるから、その北限はほぼ一定の緯度の場所になる。しかし、実際には海流などによってこれは大きく変わり得る。さらに、気候データからは生存不可能な寒さの場所で生育している例がある。これは微気候が必ずしも気候データと同じでない事による。たとえば降雪が多い地域では、雪に覆われることで、地表付近がかえって空気の温度低下から守られる例がある。
また、生理的限界に関しては、種の分布を論ずる場合には重要だが、高次分類群を対象とする場合、その進化の歴史の中での適応があり得るから、あまり問題にはなりがたい。例えばゾウは現生種はすべて熱帯産だが、かつてはマンモスのように寒帯まで進出していた。
実際の分布域は、この限界の範囲内において、それ以外の要因によって決定される。それはたとえばえさとなる種の生存であったり、致命的な天敵の存在であったり、自身の移動能力の限界であったりと言った、生態学的な性質に依存するものと、陸橋や水系の変遷など、地史的なものに依存するものである。特に、近縁な、あるいは競争関係にある別種が互いに分布域を接していながら重複しないでいるのを住み分けと言う。これは生態分布で使われることが多い。

## 様々な分布
ある種の生物の分布を地図上に置いて、その外周を線で結んだ時、その線の内部を分布域と言う。
分布域が狭く、特定地域にのみ分布するものをその地域の固有種(endemics)と言う。それに対して、世界に広く分布するものを普遍種 (cosmopolites ,cosmopolitan species)と言う。と言っても完全に世界中どこでも、というものはなかなかないから、これはある程度大まかなくくりである。移入種にはこれに近いものがある。
より自然なものでは、いくつもの大陸にまたがるにせよ、それなりのパターンが見られる。例えば、北極を中心とする地域に広くまたがってあるものを周極分布(circumpolar)という。これは氷期などと関連づけて考えられる。南極に関しては、それを取り巻く大陸があまりに離れているので、類似のものはあまりない。また、北極周辺と南極周辺だけ、という両極分布という方もある。これは徹底して寒冷地に適応した形であり、トウゾクカモメやアザラシがある。逆に熱帯地域に広く産するものを凡熱帯分布(pantropical)と言う。雑草に多く、それらのほとんどは移入種であると考えられる。同様に温帯域に広く分布するなど、特定の気候帯に広く存在する、という型を気候帯分布型という。
これに対して、同一気候帯でも限られた範囲に見られるもの、あるいは気候帯よりむしろ地理的関係、例えば特定の大陸にのみ見られるものもある。これらは先のものに比べ、より地史などによる制約を受けていると思われる。これらは広い意味での固有群である。
多数の生物の分布を重ね合わせた場合に、地域ごとに生物相のまとまりを認める場合があり、これを生物区系という。これは、主として上記の固有群の存在によるものである。

## 分布の変化
生物の分布は歴史的な経過を持っているものである。それが種であれ、それより上位の分類群であれ、すべては生命発祥の後、さまざまな変遷を受け、どんどん新たな物が生まれてきた。それらの生まれる仕組みは必ずしも明確ではないが、現在の進化論はそれが個体の突然変異に起因し、個体群レベルでの変化に基づくものと考えている。また、よく調べの進んだものについては、化石証拠からも、多くの場合、その群の発祥の地から、次第に分布域を広げたことがうかがえる場合が多い。例えばヒト科は中央アフリカに誕生し、そこから世界中に分布を拡大したことがわかっている。
したがって、一般的に生物は、その生まれた場所があり、そこから次第に分布を広げる傾向を持つものと考えていいだろう。
当然そのような分布拡大には、その当時の地理的要因が大きな影響を持つ。陸上生物の場合、多くは陸続きに分布を広げるから、どこが陸続きであるか、あるいは続いていないかによって分布は大きく影響を受ける。特に大陸間の接続があるかないかは、世界的な分布に影響する。そこで、そのような接続が起きる地域を陸橋と言う。
他方で、種が永続的に残るものでもなく、地域ごとの絶滅によって次第に分布域を減らすのもよくあることである。その原因もさまざまな場合がある。その結果、飛び離れた地域にのみ残るのが隔離分布の一つの姿と考えられる。

### 変化の原因
気候の変動
地球では何度も大きな気候の変動があった。当然ながらそれらは生物に大きな影響を与える。氷期には暖地の生物は大きく南に下がり、寒冷地の生物は大きく南下したと考えられる。氷期には暖かくなってこれらは大きく北へ移動した。
例えば最後の氷期には照葉樹林は本州南岸間にわずかに残ったのみだったと考えられ、現在本州中南部にあるものは、それが再び北上した結果であると見られる。本州の高山植物は、氷期に南下した寒帯の植物が山頂部で生き残ったものと言われる（氷河遺跡種）。
生物種間の関係
種間関係によって分布域が変動することも多い。例えば現在では帰化植物の侵入によって在来種が大きく減少する例が多く見られ、これは種間競争による例である。また、ブラックバスの導入による在来魚類の減少は捕食 - 被食関係に基づく。これらは人為的なものであるが、自然においても頻度は多くないまでも、同様な例はあったと考えられる。大陸間の陸橋は、大きな規模でそのような役割を果たした。陸橋があった例が南アメリカ、なかった例がオーストラリアである。前者では大規模な絶滅と外部からの侵入、分布拡大による動物相の置き換えが起こった。
細かい例では、日本におけるアズマモグラとコウベモグラが境界を接して押し合っているらしく、またコモグラやミズラモグラはこの二種によって辺境に追いやられたとの説がある。

## 分布の拡大
個々の生物の分布域は、常に一定なものではなく、変わり続けていると考えるべきである。上記のように、分布は歴史的に変化を続けており、それは現在も続いている。生物は基本的にはその個体群の維持と拡大に向けて競い合っていると考えられるから、どちらかと言えば分布域を拡大する方向の方策が探られていると考えるべきだろう。そのため、生活史のある段階で各々の個体が移動する、あるいは移動させられる過程がある。個体が能動的に移動する場合、これを分散と言い、種子のように受動的な場合には散布という。
たとえば縄張りを持つ動物の場合、縄張り個体の子が成長すると、縄張りから追い出され、子供は他の個体が縄張りを作っていない場所を探さなければならない。これは、他方ではその動物の分布域を拡大する役に立つかもしれないと言われる。種子植物では、その種子が散布体として機能し、さまざまな散布の手段が進化している。
このような分布拡大の手段は、必ずしも成功するものではなく、恐らく大多数が生き延びられないと思われる。さらに、必ず生き延びられないような移動が行われる例もある。例えば、ウスバキトンボのように、暖かい季節に熱帯から温帯に進出し、あちこちで繁殖しつつ、寒くなると全滅してしまう生物がある。これを死滅回遊というが、いつかは分布拡大の役に立つかもしれない。
なお、人の活動は多くの生物の分布拡大に影響しており、特に近世でそれが著しい。それらは自然な分布拡大とは区別して考えるのが普通であるが、古いものでは判断がつかない場合も多い。明確に人為的なものは移入種と言われ、そのような分布域は人為分布といわれる。

## 分布の連続性
上記のように生物はある場所で生まれ、そこから分布を広げつつ現在に至るものと考えられる。したがって、分布域はある程度連続した範囲をもつのが普通と考えられる。しかし、分布域が飛び離れて見えるものもある。そのような場合、それを不連続分布と言う。それに対して連続した分布域のものを連続分布と言う。
不連続分布であるものは、それなりの理由を考える余地がある。例えば、ある列島に分布する陸上生物は、当然分布域の間に海を挟む。これを不連続分布と見なす場合もあるが、すべての島に住んでいるなら連続しているとも取れる。特にそれが海浜植物であれば、海流分散によって分布するのだろうと想像され、連続と見るのがむしろ素直であろう。しかし、跳び石的に分布しない島がある場合は、その理由をどこかに求めるべきであろう。
極端に不連続な分布域をもつものを隔離分布と言う。

## 分布域の大きさ
分布域の大きさは分類群によって様々である。その違いは生物ごとの性質の違いによってもたらされるであろう。例えば寒帯に分布域のあるものは耐寒性が強いのであろうし、熱帯から温帯まで生育するものはその対応できる温度の範囲が広いであろう。しかし、分布域の広さを決める要素は、往々にして移動能力である。動物なら、飛べるものは分布域が広い例が多い。鳥類や昆虫のトンボ類は広域分布種を含む。クモ類も幼虫がバルーニングするものは広い分布域をもつものがある。また、大型動物の方が広いことが多い。植物系の生物は、自力では移動できないから、その分布拡大は種子などの散布体による。広く散布されるものの方がよい理屈である。熱帯の海岸植物には海流分散する種子を作り、それらには日本南部から東南アジアを経てオーストラリアまで、といった広い分布をもつものがよくある。
逆に移動能力の低いものは、分布拡大ができないだけでなく、内部での移動性も乏しいから、地域によって種分化を起こしがちで、時に各地方の固有種が乱立する状況が見られる。日本ではカタツムリやサンショウウオ、カンアオイ等にそのような例がある。
思い切り小型の散布体をもつものにも広域分布のものがある。むしろ胞子のような小さいものの方が広域に広がれるのだろう。たとえばシダには日本からアフリカまでといった分布をもつものが幾つかある(タマシダ・ウチワゴケなど)。人家には出現せず、野外の自然でしか見つからないようなカビにも世界的な分布域をもつものがある（スポロディニエラなど）。

## 分布と分類
ある種の分布域内で、どの個体も同じ種に属するが、必ずしもそれが等質であるという訳ではない。むしろ、ある程度以上広い分布域を持つ場合、距離が離れた場所では様々な違いを持つ例が多い。このような違いを地理的変異と言う。それがより明確な場合、変種や亜種として区別することもある。特に地理的に異なっている場合は亜種に扱う場合が多い。
離れた地域では、当然気候や環境に違いも大きいこと、距離が離れるほどその間での遺伝子の交流が難しくなること、そしてそれらの相乗によってこの傾向は生まれると考えられる。一般的に生物は分布を拡大しながら種分化して行き、次第に各地でバラバラに分かれる、というのが古生物学からの一つの見方である。たとえばラクダの類はアジアにフタコブラクダ、アフリカにヒトコブラクダ、南米にリャマなどと言う風に極めて明確な隔離分布を示すが、これはアジアを発祥としたラクダ類がアジア-北米と北米-南米の地峡を越えて分散した後に、各地で種分化して、その後に各地で絶滅が起こったと言う歴史を示すものと考えられる。これは一つの分類群の発展と衰退を示す典型的な例である。そういう意味では、ヒトが世界中に分布を広げ、様々に分化しながらも、亜種ほどの区別も持つに至らなかったのは珍しい例である。